# Filomel
Filomel (grec antic: Φιλόμηλος) va ser un general dels foceus, nascut a Ledon. Va iniciar la Tercera Guerra Sagrada (356 aC-346 aC).
Filomel va aixecar els seus conciutadans contra l'Amfictionia de Delfos que els havia condemnat per haver llaurat un camp dedicat a Apol·lo. Amb l'ajuda d'Esparta, va organitzar com a Estrateg autocràtor un exèrcit de mercenaris i va aconseguir de derrotar els locris. Va obligar a la pítia a admetre que com a ocupant de l'oracle podia fer la seva voluntat. Va saquejar el temple de Delfos i va enderrocar diverses columnes sagrades. Va robar els tresors del temple i totes les ofrenes més valuoses dedicades al déu i els va utilitzar per formar un cos d'exèrcit addicional de 10.000 mercenaris. Amb el suport d'Esparta, Atenes i Corint, va tornar a fer campanya contra els locris i els tessalis, però finalment va ser derrotat l'any 354 aC pels beocis i es va suïcidar llançant-se des d'un penya-segat. El seu germà Onomarc va agafar el comandament de les forces mercenàries.